# Xylinissa pulverea
Xylinissa pulverea är en fjärilsart som beskrevs av George Francis Hampson 1909. Xylinissa pulverea ingår i släktet Xylinissa och familjen nattflyn. Inga underarter finns listade i Catalogue of Life.